# Вільна Інгрія
Вільна Інгрія (рос. Свободная Ингрия) — це петербурзький громадський рух регіоналістів і сепаратистів, яких також називають «політичними інгерманами» . Рух існує з 1998 року та оголошує своєю метою або широку автономію, або повну незалежність Петербурга і Ленінградської області .

## Історія
Першим, хто почав пропагувати ідею відродження Інгрії, був ідеолог петербурзького ведизму Віктор Безверхий. У середині 1990-х років почали свою діяльність також «Рух за автономію Петербурга» і група «Незалежний Петербург».
Прихильники автономії відстоювали право міста на особливий статус у складі Росії та критикували регіоналістів за нереалістичність цілей. Тоді як сепаратисти звреталися до досвіду Республіки Північна Інгрія, яка існувала в 1919—1920 рр. Дискусія затихла на початку 2000-х, коли стало зрозуміло, що в учасників суперечки малі можливості боротися за автономію чи за незалежність. Водночас на початку 2000-х років товариство практикуючих краєзнавців «Інгрія», яке виникло у 1998 році, яку існувало переважно у віртуальному форматі, було переформатовано в неформальний громадський рух «Інгрія», який згодом змінив назву на «Вільна Інгрія».  

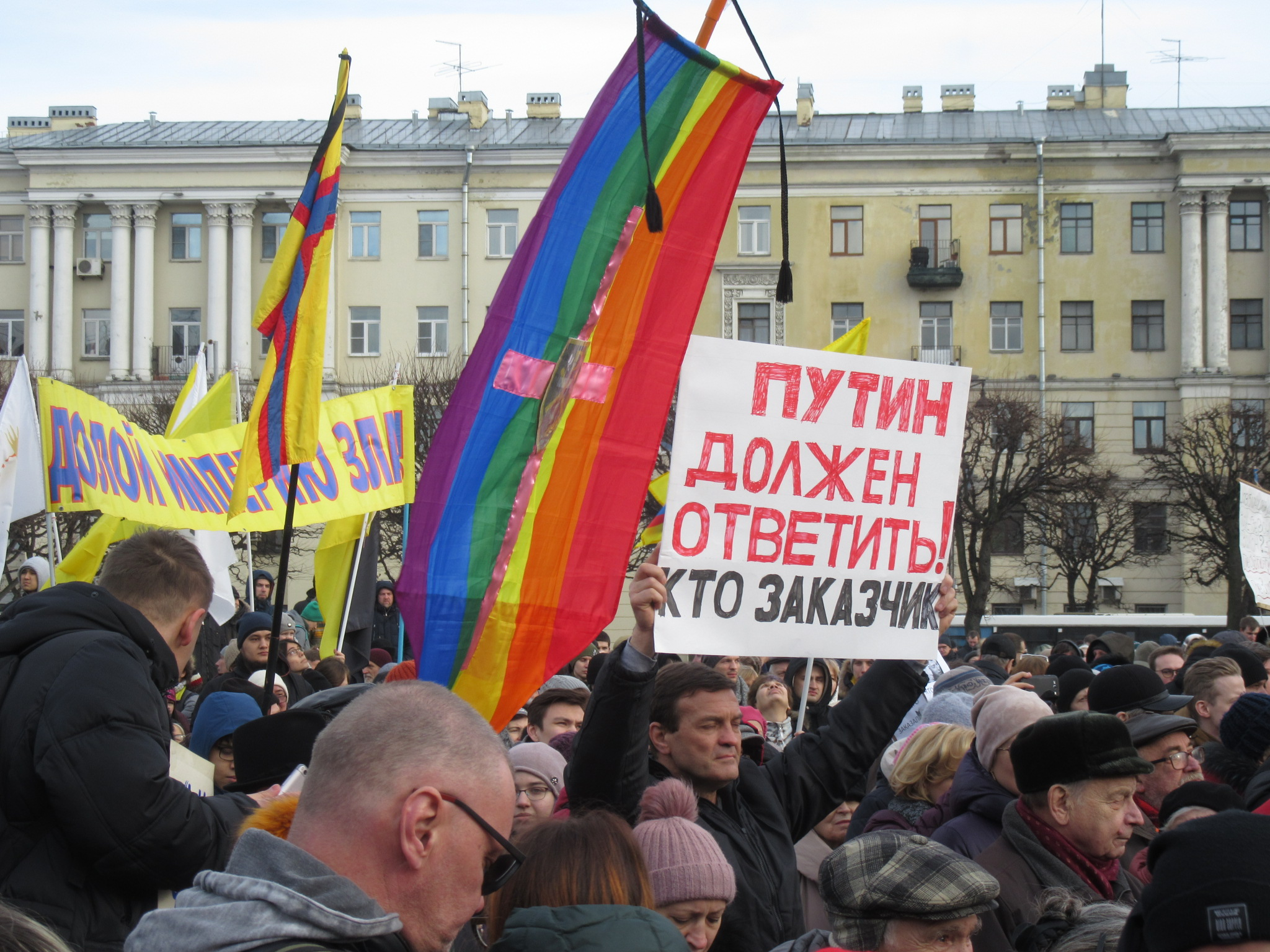
Інгерманські сепаратисти під час маршу пам'яті Нємцова у 2019 році з транспарантом «Геть імперію зла !»

Політична активність руху в ці роки залишалася в руслі федеральної протестної активності. 1 травня 2016 року «політичні інгерці» вийшли на різноманітні акції протесту з гаслами: «Пора повернути цю землю собі!», « Інґрія — це наша історія!». і «Дайте мені археологічний музей на Охтинському мисі!» Тобто вимоги мали суто культурно-історичний, а не політичний характер. Прихильники руху не брали участі у виборчих кампаніях і не намагалися зв'язатися з діючими політиками з питання об'єднання Петербурга і Ленінградської області в єдиний суб'єкт федерації. Рух був спрямований на просвітницькі та етнокультурні заходи. 
У 2016 році співробітники ФСБ затримали адміністратора паблік-сторінки «Вільна Інгрія» в соціальній мережі «ВКонтакте» Артема Чеботарьова. Влітку 2017 року в Росії заблокували доступ до нині неіснуючого сайту Free Ingria. У листопаді 2017 року поліція затримала активіста руху Михайла Войтенкова, звинувативши його в незаконному зберіганні зброї.
З початком російського вторгнення в Україну у 2022 році риторика спікерів руху стала більш радикальною. Представники «Вільної Інгрії» відкрито заявили про підтримку України та стали одними із засновників Форуму «Вільні Народи Пост-росії» .

## Цілі
Метою громадського руху «Вільна Інгрія» є об'єднання Санкт-Петербурга і Ленінградської області в єдиний суб'єкт федерації, та створення незалежної Інгрії як четвертої балтійської республіки, якщо Москва відмовиться від реальної федералізації Росії , і ця заява стала більш поширеною після 2022 року  Процес, у ході якого має відбуватися конструювання нової регіональної інгерманської ідентичності, прихильники руху назвали «практикою локальної історії». 

### Взвод «Вільна Інгрія»
У липні 2023 року було оголошено про створення добровольчого збройного формування у складі Інтернаціонального легіону Збройних Сил України — взводу «Вільна Інгрія». Передбачалося, що на фронт підуть координатори руху Павло Мезерін і Денис Угрюмов. 1 листопада 2023 року Павло Мезерін залишив передову через неузгодженість із представниками ЗСУ, які не хотіли розглядати Вільну Інгрію як окремий підрозділ.

## Критика
Члени організацій викликають невдоволення серед етнічних інгерманів. Місцеві жителі стурбовані, тому що в очах громадськості вони вважаються ідеологами сепаратизму. У 2022 році за розпорядженням російської прокуратури з фінської школи в Санкт-Петербурзі зняли національний прапор Інгерман. У 2023 році, вперше з 1989 року, під час святкування Юганнуса російська адміністрація Ленінградської області заборонила підняття національного прапора інгерманівців. За словами інгерського активіста та журналіста П'юккенена: "За останні кілька років намітилася тривожна тенденція — прапор почали використовувати політичні радикали (не пов'язані з інгерськими фінами) у поєднанні із сумнівними політичними гаслами. Результат був катастрофічним: під час зустрічей з активістами Inkerin Liitto урядовці не раз дорікали фінам у тому, що суспільство використовує нібито "сепаратистський прапор, «, а іноді навіть радили створити якусь нову версію прапора».
Незважаючи на те, що межі історичних регіонів Інгерії в 3 рази менше Ленінградської області, засновники цієї організації з невикладених причин поширюють «кордони „своєї“ Інгерії на всю територію Ленінградської області і вважають С. Петербург в його складі». Це зумовлює «політичну поверховість і маргінальний формат інгерманського руху в цілому». За словами російського історика Даніеля Коцюбинського, інгерманська ідея мережевого руху полягає в тому, щоб замінити образ Санкт-Петербурга як міста певною «країною» фінно-угорсько-скандинавської етнічності, культури та історії. 
У 2023 році координаторів руху Павла Мезеріна та Максима Кузахметова російська влада визнала іноземними агентами .